# Liste der Naturdenkmale in Biesenthal
Die Liste der Naturdenkmale in Biesenthal nennt die Naturdenkmale in der Gemeinde Biesenthal im Landkreis Barnim in Brandenburg (Stand Juli 2009).
In den Spalten befinden sich folgende Informationen:
- Nr.: Identifizierungsnummer nach veröffentlichter Liste. Sie wird von der unteren Naturschutzbehörde des Landkreises oder der kreisfreien Stadt vergeben. Wenn sie bekannt ist, wird sie angegeben. In dieser Spalte kann sich zusätzlich das Wort Wikidata befinden, der entsprechende Link führt zu Angaben zu diesem Naturdenkmal bei Wikidata.
- Bezeichnung: Benennung des Naturdenkmals, in der Regel wird bei Bäume die Baumart genannt. Bekannte Eigennamen werden mit angegeben.
- Gemarkung: Ort oder Gemarkung, in der sich das Naturdenkmal befindet
- Lage: Nennt die Lage des Naturdenkmals im jeweiligen Ortsteil und die geografischen Koordinaten des Naturdenkmals. Link zu einem Kartenansichtstool, um Koordinaten zu setzen. In der Kartenansicht sind Naturdenkmale ohne Koordinaten mit einem roten beziehungsweise orangen Marker dargestellt und können in der Karte gesetzt werden. Denkmale ohne Bild sind mit einem blauen bzw. roten Marker gekennzeichnet, Denkmale mit Bild mit einem grünen beziehungsweise orangen Marker.
- Beschreibung: die Beschreibung des Naturdenkmales
- Schutzzweck: Erläutert den Grund der Unterschutzstellung
- Bild: Zeigt ein Bild des Naturdenkmales und gegebenenfalls ein Link zu weiteren Fotos im Medienarchiv Wikimedia Commons

## Bäume, Baumgruppen
| Bild                                    | Bezeichnung                | Lage | Beschreibung                                                                      | Schutzzweck                                                                   | Nummer   |
| --------------------------------------- | -------------------------- | --- | --------------------------------------------------------------------------------- | ----------------------------------------------------------------------------- | -------- |
| BW                                      | Stiel-Eiche                | Biesenthal, Nähe Friedhof, auf einem Hügel des ehemaligen jüdischen Friedhofs (52° 45′ 47,1″ N, 13° 38′ 8,5″ O)                                         | - Alter: 300–350 Jahre - Höhe: 25,00 m - Umfang: 4,90 m - Kronendurchmesser: 22 m | landeskundliche Bedeutung, Eigenart, Seltenheit                               | 024-01   |
| Weitere Bilder Fotos hochladen          | Stiel-Eiche                | Biesenthal, Marktplatz (52° 45′ 56,8″ N, 13° 37′ 53,7″ O)                                                                                               | - Alter: ca. 130 Jahre - Höhe: 25,00 m - Umfang: 4,20 m - Kronendurchmesser: 23 m | Eigenart, landeskundliche Bedeutung, Schönheit                                | 024-03   |
| Fotos hochladen                         | Winter-Linde               | Biesenthal, Plottke-Allee, gegenüber Ehrenhain (52° 45′ 50″ N, 13° 38′ 44,2″ O)                                                                         | - Alter: 150 Jahre - Höhe: 28,00 m - Umfang: 3,35 m - Kronendurchmesser: 15 m     | Eigenart                                                                      | 024-04/1 |
| Fotos hochladen                         | Winter-Linde               | Biesenthal, Plottke-Allee, gegenüber Ehrenhain (52° 45′ 49,6″ N, 13° 38′ 45,6″ O)                                                                       | - Alter: 150 Jahre - Höhe: 28,00 m - Umfang: 3,49 m - Kronendurchmesser: 10 m     | Eigenart                                                                      | 024-04/2 |
| BW                                      | Stiel-Eiche                | Biesenthal, Nordost-Ufer Hellsee, Auffahrt zum ehemaligen Ferienlager, gegenüber DAV (52° 45′ 10,6″ N, 13° 35′ 38,1″ O)                                 | - Alter: 100–200 Jahre - Höhe: 26,00 m - Umfang: 3,85 m - Kronendurchmesser: 23 m | Seltenheit, Eigenart                                                          | 024-05   |
| BW                                      | Stiel-Eiche                | Biesenthal, Abt. 1569 a 4, am Rande des Weges von der Ruhlsdorfer Straße (L 294) nach Pöhlitzbrück, am Schwarzen See (52° 47′ 29,3″ N, 13° 37′ 24,6″ O) | - Alter: ca. 150 Jahre - Höhe: 23,00 m - Umfang: 4,10 m - Kronendurchmesser: 15 m | Eigenart, Schönheit                                                           | 024-06   |
| Direkt Bild zu diesem Denkmal hochladen | Kuchenbaum                 | Biesenthal, Parkanlage der Baumschule hinter den Bahngleisen ()                                                                                         | - Alter: ca. 100 Jahre - Höhe: 16,00 m - Umfang: 2,13 m - Kronendurchmesser: 11 m | Seltenheit, wissenschaftliche Bedeutung, landeskundliche Bedeutung            | 024-07/1 |
| Direkt Bild zu diesem Denkmal hochladen | Kuchenbaum                 | Biesenthal, Parkanlage der Baumschule hinter den Bahngleisen ()                                                                                         | - Alter: ca. 100 Jahre - Höhe: 21,00 m - Umfang: 2,31 m - Kronendurchmesser: 9 m  | Seltenheit, wissenschaftliche Bedeutung, landeskundliche Bedeutung            | 024-07/2 |
| Direkt Bild zu diesem Denkmal hochladen | Kuchenbaum                 | Biesenthal, Parkanlage der Baumschule hinter den Bahngleisen ()                                                                                         | - Alter: ca. 100 Jahre - Höhe: 18,00 m - Umfang: 1,49 m - Kronendurchmesser: 5 m  | Seltenheit, wissenschaftliche Bedeutung, landeskundliche Bedeutung            | 024-07/3 |
| Direkt Bild zu diesem Denkmal hochladen | Rot-Buche (3-farbig)       | Biesenthal, Parkanlage der Baumschule hinter den Bahngleisen ()                                                                                         | - Alter: ca. 120 Jahre - Höhe: 21,00 m - Umfang: 2,95 m - Kronendurchmesser: 20 m | Seltenheit, wissenschaftliche Bedeutung, landeskundliche Bedeutung            | 024-08   |
| Direkt Bild zu diesem Denkmal hochladen | Sumpfzypresse              | Biesenthal, Parkanlage der Baumschule hinter den Bahngleisen, am Teich ()                                                                               | - Alter: ca. 100 Jahre - Höhe: 18,00 m - Umfang: 3,17 m - Kronendurchmesser: 10 m | Seltenheit, wissenschaftliche Bedeutung, landeskundliche Bedeutung, Schönheit | 024-09   |
| Direkt Bild zu diesem Denkmal hochladen | Wilsons Großblatt-Pappel   | Biesenthal, Parkanlage der Baumschule hinter den Bahngleisen, am Teich ()                                                                               | - Alter: ca. 80 Jahre - Höhe: 28,00 m - Umfang: 2,21 m - Kronendurchmesser: 16 m  | Seltenheit, wissenschaftliche Bedeutung, landeskundliche Bedeutung            | 024-10/1 |
| Direkt Bild zu diesem Denkmal hochladen | Wilsons Großblatt-Pappel   | Biesenthal, Parkanlage der Baumschule hinter den Bahngleisen, am Teich ()                                                                               | - Alter: ca. 80 Jahre - Höhe: 28,00 m - Umfang: 1,50 m - Kronendurchmesser: 10 m  | Seltenheit, wissenschaftliche Bedeutung, landeskundliche Bedeutung            | 024-10/2 |
| Direkt Bild zu diesem Denkmal hochladen | Wilsons Großblatt-Pappel   | Biesenthal, Parkanlage der Baumschule hinter den Bahngleisen, am Teich ()                                                                               | - Alter: ca. 80 Jahre - Höhe: 28,00 m - Umfang: 1,89 m - Kronendurchmesser: 12 m  | Seltenheit, wissenschaftliche Bedeutung, landeskundliche Bedeutung            | 024-10/3 |
| Direkt Bild zu diesem Denkmal hochladen | Zerr-Eiche                 | Biesenthal, Parkanlage der Baumschule hinter den Bahngleisen ()                                                                                         | - Alter: ca. 100 Jahre - Höhe: 25,00 m - Umfang: 3,62 m - Kronendurchmesser: 14 m | Seltenheit, wissenschaftliche Bedeutung, landeskundliche Bedeutung            | 024-11   |
| Direkt Bild zu diesem Denkmal hochladen | Sumpf-Eiche                | Biesenthal, Parkanlage der Baumschule hinter den Bahngleisen ()                                                                                         | - Alter: ca. 100 Jahre - Höhe: 26,00 m - Umfang: 2,19 m - Kronendurchmesser: 14 m | Seltenheit, wissenschaftliche Bedeutung, landeskundliche Bedeutung            | 024-12   |
| Direkt Bild zu diesem Denkmal hochladen | Silber-Linde               | Biesenthal, Parkanlage der Baumschule hinter den Bahngleisen ()                                                                                         | - Alter: ca. 100 Jahre - Höhe: 26,00 m - Umfang: 3,17 m - Kronendurchmesser: 18 m | Seltenheit, wissenschaftliche Bedeutung, landeskundliche Bedeutung            | 024-13/1 |
| Direkt Bild zu diesem Denkmal hochladen | Silber-Linde               | Biesenthal, Parkanlage der Baumschule hinter den Bahngleisen ()                                                                                         | - Alter: ca. 100 Jahre - Höhe: 22,00 m - Umfang: 3,23 m - Kronendurchmesser: 23 m | Seltenheit, wissenschaftliche Bedeutung, landeskundliche Bedeutung            | 024-13/2 |
| Direkt Bild zu diesem Denkmal hochladen | Lorbergs Spitz-Ahorn       | Biesenthal, Parkanlage der Baumschule hinter den Bahngleisen ()                                                                                         | - Alter: 50–60 Jahre - Höhe: 12,00 m - Umfang: 1,41 m - Kronendurchmesser: 11 m   | Seltenheit, wissenschaftliche Bedeutung, landeskundliche Bedeutung            | 024-14   |
| Direkt Bild zu diesem Denkmal hochladen | Amerikanischer Amberbaum   | Biesenthal, Parkanlage der Baumschule hinter den Bahngleisen ()                                                                                         | - Alter: 50–60 Jahre - Höhe: 18,00 m - Umfang: 1,89 m - Kronendurchmesser: 9 m    | Seltenheit, wissenschaftliche Bedeutung, landeskundliche Bedeutung            | 024-15   |
| Direkt Bild zu diesem Denkmal hochladen | Persische Eiche            | Biesenthal, Parkanlage der Baumschule hinter den Bahngleisen ()                                                                                         | - Alter: ca. 100 Jahre - Höhe: 24,00 m - Umfang: 2,89 m - Kronendurchmesser: 25 m | Seltenheit, wissenschaftliche Bedeutung, landeskundliche Bedeutung            | 024-16   |
| Direkt Bild zu diesem Denkmal hochladen | Hänge- oder Trauer-Buche   | Biesenthal, Parkanlage der Baumschule hinter den Bahngleisen ()                                                                                         | - Alter: 60–80 Jahre - Höhe: 17,00 m - Umfang: 2,29 m - Kronendurchmesser: 10 m   | Seltenheit, wissenschaftliche Bedeutung, landeskundliche Bedeutung            | 024-17   |
| Direkt Bild zu diesem Denkmal hochladen | Moor-Birke                 | Biesenthal, Parkanlage der Baumschule hinter den Bahngleisen ()                                                                                         | - Alter: ca. 50 Jahre - Höhe: 12,00 m - Umfang: 0,91 m - Kronendurchmesser: 7 m   | Seltenheit, wissenschaftliche Bedeutung, landeskundliche Bedeutung            | 024-18   |
| Direkt Bild zu diesem Denkmal hochladen | Goldblättrige Schwarz-Erle | Biesenthal, Parkanlage der Baumschule hinter den Bahngleisen, am Teich ()                                                                               | - Alter: 50–60 Jahre - Höhe: 28,00 m - Umfang: 2,15 m - Kronendurchmesser: 12 m   | Seltenheit, wissenschaftliche Bedeutung, landeskundliche Bedeutung            | 024-19/1 |
| Direkt Bild zu diesem Denkmal hochladen | Goldblättrige Schwarz-Erle | Biesenthal, Parkanlage der Baumschule hinter den Bahngleisen, am Teich ()                                                                               | - Alter: 50–60 Jahre - Höhe: 24,00 m - Umfang: 1,05 m - Kronendurchmesser: 9 m    | Seltenheit, wissenschaftliche Bedeutung, landeskundliche Bedeutung            | 024-19/2 |
| BW                                      | Stiel-Eiche                | Danewitz, An der alten Schmiede (52° 44′ 1,8″ N, 13° 40′ 4,8″ O)                                                                                        | wurde wohl gefällt und neuer Baum gepflanzt - Kronendurchmesser: 16 m             | Eigenart                                                                      | 048-01   |

## Ehemalige Naturdenkmale
| Bild                                    | Bezeichnung  | Lage                                              | Beschreibung | Grund                                              | Nummer   |
| --------------------------------------- | ------------ | ------------------------------------------------- | ------------ | -------------------------------------------------- | -------- |
| Direkt Bild zu diesem Denkmal hochladen | Winter-Linde | Biesenthal, Plottke-Allee, gegenüber Ehrenhain () |              | gefällt wegen Brandkrustenpilz, Verkehrsgefährdung | 024-04/3 |